# Agrilus imbellis
Agrilus imbellis es una especie de insecto del género Agrilus, familia Buprestidae, orden Coleoptera. Fue descrita científicamente por Crotch, 1873.
Mide 3-6 mm. Este y centro de Norteamérica. Larvas en Bigelowia nudata, Helianthemum canadense, H. rosmarinifolium, Rudbeckia, adultos en Bigelowia, Helianthemum, Rudbeckia (Asteraceae).